# Rosil de Costa
Rosil de Costa (Malaca,? -? — Malaca,? 1986) foi a última grande cantora, poetisa e improvisadora do gênero de música malaia denominado Mata-kantiga (literalmente, "matar a canção"), de origem portuguesa, onde um homem e uma mulher improvisam versos, similar a gêneros encontrados no Brasil e em Portugal.